# 植村家存
植村家存（1541年—1577年12月14日），日本戰國時代至安土桃山時代的武將。德川氏家臣。初名榮政，後來受德川家康賜予偏諱，改名為家政，之後再改名為家存。父親是植村氏明。通称新六郎。

## 生平
在天文10年（1541年）出生。天文18年（1549年），仕於家康。天文21年（1552年），因為父親氏明死去而繼承家督。永祿5年（1562年），在主君家康為了結成清洲同盟而前往清洲城時，擔任護衛。在家康等人跟隨織田信長進入書院時，持著家康的刀並進入房中，被警備的人質問身分，此時回答「我是植村出羽守。持著主君的刀前來，不要這樣誇張地質問」（我は植村出羽守なり。主君の刀を持って参ったのを、そのように大袈裟に咎めてくれるな），受信長讚賞如前漢的樊噲。會面後，受信長贈予2把護衛役的太刀「行光」。
此後，與酒井忠次、石川家成、石川數正等人一同成為家康的家老。元龜3年（1572年），擔任信長和上杉謙信的同盟仲介，受謙信贈予名刀「長光」和甲冑「山伏出立」。在天正5年（1577年）死去。享年37歲。